# محمد مزيد
محمد مزيد الشمري (مواليد 10 ديسمبر 1991) هو لاعب كرة قدم سعودي يلعب حاليًا في النادي العربي.

## مسيرة اللاعب
لعب سابقاً مع نادي الجبلين ونادي الطائي ونادي العين ونادي الساحل والنادي العربي.